# Peter Polansky
Peter Polansky (North York, 15 de junho de 1988) é um tenista profissioal canadense. Representante da Equipe Canadense de Copa Davis, Polansky atingiu sua melhor colocação em simples de 164°.
Entrou para a história do Ténis mundial ao ser o primeiro tenista a participar dos 4 torneios de Grand Slam num mesmo ano calendário entrando em todos eles via Lucky loser. Por conta disso, ele acabou logrando outro recorde: o de mais derrotas em torneios de Grand Slam num mesmo ano calendário, com 8 derrotas (2 em cada torneio).

## Titulos

### Simples (5)
| Legenda (Simples)   |
| ATP Tour (0)        |
| ATP Challengers (0) |
| ITF Futures (5)     |

| N. | Data             | Torneio                             | Piso   | Oponente na final  | Placar        |
| 1. | Janeiro 08, 2007 | El Salvador F1, El Salvador         | Saibro | Jan Stancik        | 5-7, 6-1, 6–2 |
| 2. | Janeiro 15, 2007 | Guatemala F1, Cidade da Guatemala   | Duro   | John Paul Fruttero | 7–6(5), 6–3   |
| 3. | Janeiro 29, 2007 | Costa Rica F1, Costa Rica           | Duro   | Lester Cook        | 2-6, 7-5, 6-3 |
| 4. | Março 05, 2007   | USA F6, Texas                       | Duro   | Wesley Whitehouse  | 6-3, 6-2      |
| 5. | Janeiro 14, 2008 | , Guatemala F1, Cidade da Guatemala | Duro   | Marcel Felder      | 7-6(5), 6-3   |

### Duplas (1)
| Legenda             |
| ATP Tour (0)        |
| ATP Challengers (1) |
| ITF Futures (0)     |

| N. | Data          | Torneio                   | Pìso | Parceiro      | Oponente na final               | Placar da final |
| 1. | 07 Julho 2008 | Granby Challenger, Granby | Duro | Philip Bester | Alberto Francis Nicholas Monroe | 2–6, 6–1, 10-5  |

### Vices (2)
| Legenda             |
| ATP Tour (0)        |
| ATP Challengers (0) |
| ITF Futures (2)     |

| N. | Data             | Torneio                        | Pìso          | Parceiro       | Oponente na final            | Placar da final  |
| 1. | 14 Novembro 2005 | Canada F3, Rock Forest, Quebec | Duro (Indoor) | Adil Shamasdin | Clay Donato Jesse Levine     | 2–6, 7–6(5), 3-6 |
| 2. | 5 Março 2005     | U.S.A. F6, Texas               | Duro          | Donald Young   | Patrick Briaud Lesley Joseph | 6-4, 6-7(5), 5-7 |